# Deux hommes dans Manhattan
Deux hommes dans Manhattan (pt: Dois homens em Manhattan) é um filme francês do gênero noir dirigido por Jean-Pierre Melville lançado em 1959. O filme é estrelado por Melville (que também escreveu o roteiro) e Pierre Grasset como dois jornalistas franceses em Nova Iorque em busca de um diplomata das Organização das Nações Unidas desaparecido.
Embora Melville ocasionalmente tenha participado de filmes de outros diretores (como o personagem "Parvulesco" em À bout de souffle, de Jean-Luc Godard), Two Men in Manhattan foi seu único papel principal e a única vez em que atuou em um de seus próprios filmes.

## Enredo
Em mais um dia comum de reuniões na ONU, um pequeno fato chama atenção de um jornal francês que possuía uma sede nos Estados Unidos, a ausência do diplomata francês Fevre-Berthier na reunião. Moreau, um jornalista francês residente em Nova York, é convocado para investigar o misterioso desaparecimento de Fevre-Berthier. Após não conseguir informações com a secretária do diplomata, ele recruta Delmas, um fotógrafo cínico e alcoólatra para ajudá-lo.

## Elenco
Compõem o elenco do filme:
| Ator                 | Personagem               |
| -------------------- | ------------------------ |
| Jean-Pierre Melville | Moreau                   |
| Pierre Grasset       | Delmas                   |
| Christiane Eudes     | Anne Fèvre-Berthier      |
| Ginger Hall          | Judith Nelson            |
| Colette Fleury       | Secretária               |
| Monique Hennessy     | Gloria                   |
| Glenda Leigh         | Cantora                  |
| Jean Darcante        | Rouvier                  |
| Michèle Bailly       | Bessie Reed              |
| Paula Dehelly        | Esposa de Fèvre-Berthier |
| Billy Beck           | Cantor                   |
| Carl Studer          | Sargento                 |
| Jean Lara            | Aubert                   |
| Art Simmons          | Pianista                 |
| Ro. Tetelman         | Bartender                |

## Recepção da crítica
Richard Brody, do jornal The New Yorker, fez crítica favorável ao filme a notou que: "as imagens em preto-e-branco de Melville exaltam, com uma paixão de fora, as luzes da cidade, a arquitetura, as agitadas paisagens urbanas e a desolação romântica, mas, como o enredo se torna sórdido, ele equilibra a lentidão atmosférica com uma ultra-Infusão francesa de honra nacional… [Melville] transforma uma história de prazeres nos becos e jackpots lowball em um mito glorioso sobre a criação dos mitos gloriosos de uma nação."